# Sevdalinka
Sevdalinka ili sevdah (arap. sawda - crna žuć) je tradicijska gradska i narodna pjesma u Bosni orijentalna prizvuka, popularna širom jugoistočne Europe, posebno u Srbiji, Crnoj Gori i Makedoniji. Sama riječ potječe iz arapskoga, u turskom jeziku pojam se veže za melankolično raspoloženje, a u Bosni je poprimio značenje čežnje, ljubavnog žara, ljubavnih jada.
Prema Omeru Pobriću, sevdalinka je »bosanska, gradska ljubavna pjesma, pri čemu riječ 'bosanska' geografski određuje autohtnost sevdalinke, riječ 'gradska' urbanost, a riječ 'ljubavna' sadržajnu tematiku«.[nedostaje izvor]
Ne može se odrediti točno vrijeme njezina nastanka, ali se pretpostavlja da je nastala osmanskim osvajanjem srednjovjekovne Bosne, kada nastaju nova gradska naselja, a stara rastu. Razvoj gradova sa svim institucijama (škole, knjižnice, sudovi i sl.), kao i stambenih gradskih četvrti - mahala, uvjetovao je razvoj drukčijeg načina života od onoga u srednjovjekovnoj Bosni. Stambene četvrti (mahale), gdje su kuće bile ograđene visokim zidovima, bile su jako zatvorene za sve koji u njima ne žive. A kuće su se dijelile na ženski (haremluk) i muški dio (selamluk). Tako su žene bile zaštićene od muških pogleda, te se razvio mnogo zatvoreniji način života od onoga na selu. Kuće su također imale vrtove i dvorišta s cvijećem, a neke i vodoskoke (šadrvane). Kult vode, koji je bio raširen u Bosni i Hercegovini, nastanak zatvorenih gradskih četvrti i razdvajanje žena i muškaraca uzrokovali su povećanu ljubavnu čežnju i uvjetovali nastanak i razvoj sevdalinke.
Autori sevdalinki nepoznati su, tj. ona je nastajala u narodu te se naraštajima prenosila i uobličavala u današnji oblik.

## Glazba
U glazbenom pogledu sevdalinku odlikuje lagani, spori ili umjereni tempo (rubato), te razvijena melodija s mnogo melizama (ukrasa) što ostavlja melankoličan osjećaj kod slušatelja. Svojom strukturom sevdalinke su vrlo složene pjesme, nabijene osjećajima, a tradicionalno se izvode s dosta strasti i duševnosti.
Vokalni izvođač sevdalinke često nameće ritam i tempo pjesme, koji može varirati u njenom tijeku. U današnje vrijeme obično je izvodi manji orkestar, koji može imati harmoniku (najistaknutiji instrument u ansamblu), violinu, (mahom klasične) gitare s plastičnim žicama i/ili ponekad druge žičane instrumente, flautu ili klarinet, kontrabas i doboš. Između strofa se skoro uvijek može čuti harmonikaški ili violinistički solo. Međutim, u svom izvornom obliku sevdalinka se pjevala uz tradicionalni žičani instrument saz ili bez instrumentalne pratnje. Možda je prisutnost saza i utjecala na formiranje sevdalinke, odnosno "ravne pjesme", jedne forme u okviru sevdalinke, te način njenog izvođenja. Inače, termin "ravna pjesma" ne znači silabična pjesma, odnosno jednostavna melodija na koju se iznosi veliki broj stihova, već je to sinonim za široku pjesmu, tj. postoji jedan melodijski obrazac, a više tekstova. Uz saz sevdalinku su izvodili isključivo muškarci, dok su žene sevdalinku pjevale bez instrumentalne pratnje, najčešće u kućama. Tekstovi sevdalinki su obično posvećeni zaljubljivanju ili nesretnoj ljubavi, ali je sevdalinka opjevala i mnoge povijesne osobe, gradove, rijeke, planine i događaje.

## Istaknuti izvođači
Istaknutiji vokalni izvođači sevdalinki u 20. stoljeću jesu: Himzo Polovina, Nedžad Salković, Zaim Imamović, Safet Isović, Meho Puzić, Zekerijah Đezić, Omer Pobrić i Nedeljko Bilkić, a među najpoznatije vokalne izvođačice ubrajaju se: Beba Selimović, Nada Mamula, Zehra Deović, Hanka Paldum i Silvana Armenulić.
Iako je sevdalinka nerazdvojiv dio bosanske glazbene i kulturne tradicije svih njezinih naroda, popularna je i izvan granica Bosne i Hercegovine. Tako je legendarna pjesma Emina, djelo mostarskog pjesnika Alekse Šantića, nastala po uzoru na sevdalinku. Sevdalinka se kao osnova koristila i u sklopu posebnoga glazbenog žanra druge polovine 20. stoljeća zvanog novokomponirana narodna muzika, koji je miješao različite folklorne motive južnoslavenskih naroda i krajeva.
Iako su je većinom izvodili tradicijski bosanskohercegovački pjevači narodne glazbe, sevdalinka se znala probiti i do glazbenika izvan matičnoga žanra. Tako su tijekom svoje karijere sevdalinke snimali ili izvodili Josipa Lisac (Omer Beže), Ibrica Jusić (album Amanet iz 2003. godine), Jadranka Stojaković, Toše Proeski i Zdravko Čolić, a sevdalinke su uzete i za osnovu nekoliko pjesama zagrebačkog kantautora Johnnyja Štulića (njegov sastav Azra dobio je ime po stihu iz sevdalinke »Ja se zovem El Muhamed/Iz plemena starih Azra«).
1990-ih godina ansambl Mostar Sevdah Reunion okuplja se u Mostaru i tijekom ranih 2000-ih snima u novoj inačici niz popularnih bosanskohercegovačkih sevdalinki, čime rade na njenoj širokoj popularizaciji na svjetskoj glazbenoj sceni. Ansambl surađuje s nizom etno-glazbenika (npr. s Esmom Redžepovom, Šabanom Bajramovićem i Ljiljanom Buttler), predstavljajući sevdalinku diljem svijeta.
Od mlađih bosanskohercegovačkih glazbenih sastava koji nastavljaju tradiciju sevdaha mogu se istaknuti: Damir Imamović trio, Etnotrans, Urban sevdah band, Etnovizija bend...

## Poznate Sevdalinke
- Ah, meraka
- Anadolka
- Bosno moja divna mila
- Čije je ono djevojče
- Čudna jada od Mostara grada
- Da zna zora
- Djevojka viče
- Djul Zulejha (Djul Zulejma)
- Došla voda (Mejra)
- Emina
- Evo ovu rumen ružu
- Imam samo pjesmu
- Ja zagrizoh šareniku jabuku
- Jesen u vrtu mom
- Jutros mi je ruža procvjetala
- Kad ja podjoh na Bentbašu
- Kad se smiješ mila kćeri
- Konja kuje Dizdarević Meho
- Kraj potoka bistre vode
- Kujundzija besjedio
- Mila majko šalji me na vodu
- Mujo gleda u mahalu
- Mujo kuje konja po mjesecu
- Ne klepeći nanulama
- Oj Safete sajo, Sarajlijo
- Što te nema
- S one strane Plive
- Sinoć dođe tuđe momče
- Sinoć ja i moja kona
- Stade se cvijeće rosom kititi
- U Stambolu na Bosforu
- Vrbas voda nosila jablana
- Zapjevala sojka ptica
- Zaplakala stara majka
- Žute dunje (Voljelo se dvoje mladih)
- Zvjezda tjera Mjeseca

## Vanjske poveznice
- Sevdalinka.com
- Sevdalinke - tekstovi i historija  Arhivirana inačica izvorne stranice od 26. kolovoza 2006. (Wayback Machine)
- Sevdalinke.com
- Sevdalinka.net  Arhivirana inačica izvorne stranice od 2. rujna 2006. (Wayback Machine)
- Bosna Prkosna od Sna - velika kolekcija sevdalinki  Arhivirana inačica izvorne stranice od 25. siječnja 2021. (Wayback Machine)